# تو هم، بروتوس؟

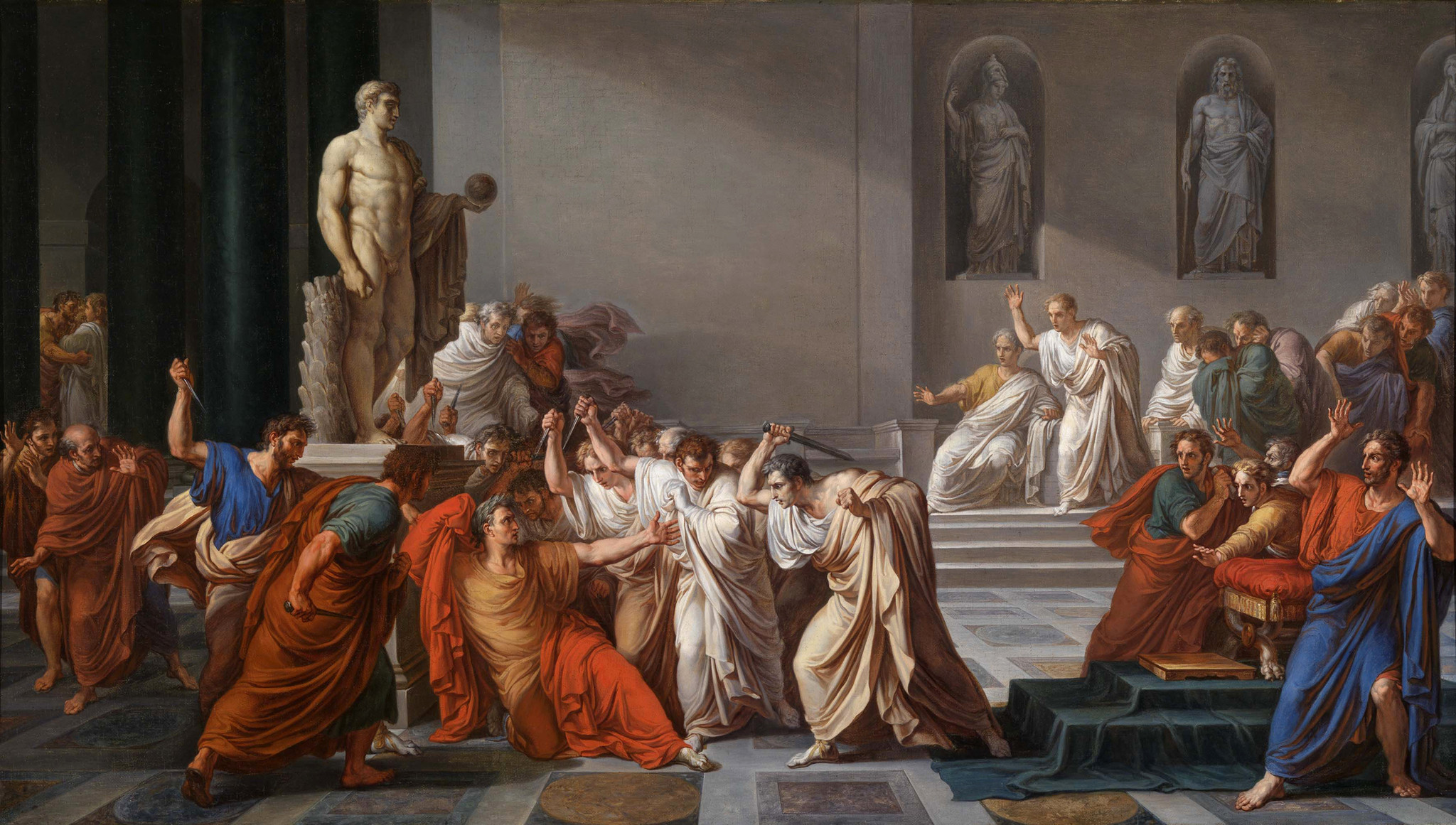
مرگ سزار، اثری از وینچنزو کاموچینی

تو هم، بروتوس؟ (به لاتین: Et tu, Brute?) اصطلاحی لاتین است که برای بیان شاعرانه آخرین سخن فرمانروای روم، ژولیوس سزار، به دوستش مارکوس بروتوس بکار می‌رود که آن را در هنگام کشته شدن گفت. البته دقیقاً مشخص نیست که سزار در هنگام مرگ چنین چیزی را به بروتوس گفته باشد و مشهور شدن این جمله به خاطر استفاده شکسپیر از آن در نمایشنامه ژولیوس سزار است. از این اصطلاح در فرهنگ غربی برای نشان دادن اوج خیانت استفاده می‌شود.

## زمینه
در ۱۵ مارس (نیمه ماه مارس) سال ۴۴ قبل از میلاد، سزار بدست عده‌ای سناتور از جمله مارکوس بروتوس (دوست نزدیکش) مورد حمله قرار گرفت. سزار ابتدا در برابر حمله‌کنندگان مقاومت کرد اما بعد از دیدن بروتوس آن جملات را گفت و خود را به دست سرنوشت سپرد.
آخرین سخن سزار قطعی نیستند و همیشه میان تاریخدانان و دانشگاهیان مورد بحث و جدل بوده‌است. عبارت "Et tu، Brute?" از نمایشنامه ژولیوس سزار (۱۵۹۹) گرفته شده که در اصل نیمه یک خط تلمیع با مضمون "Et tu، Brute? Then fall، Caesar!" (به معنی: تو هم، بروتوس؟ پس بمیر ای سزار) است. شکسپیر از اصطلاحی که در زمانش رایج بوده استفاده کرده‌است: به عنوان مثال در نمایشنامه لاتین سزار اینترفکتوس اثر ریچارد ادس در ۱۵۸۲ و تراژدی حقیقی ریچارد دوک یورک سال ۱۵۹۵ (که منبعی برای اثر هنری ششم: قسمت سوم بود) بکار رفته‌است.
این اصطلاح از تفسیر تاریخ‌نگار رومی سوئتونیوس سرچشمه می‌گیرد که در آن نقل شده کسانی ادعا کرده‌اند که آخرین سخنان سزار جمله یونانی "καὶ σὺ τέκνον;" (با تلفظ "Kai su، teknon?") بوده‌است. این عبارت معنی "تو هم، فرزند؟" یا "تو هم، مرد جوان؟" را می‌دهد (به لاتین: "Tu quoque، Brute، fili mi") و دلالت بر این دارد که بروتوس فرزند نامشروع سزار بوده‌است. اگر چه شاهدی بر اینکه سزار این سخن را گفته وجود ندارد و نیز تفسیر "فرزند من" درست نیست چون سزار در هنگام تولد بروتوس تنها چهارده سال داشته‌است. سوئتونیوس خود گفته که سزار در هنگام مرگ چیزی نگفته. پلوتارک نیز گفته که سزار در هنگام مرگ چیزی نگفته و تنها با دیدن بروتوس در میان خائنین توگای خود را (جلیقه مردان رومی) بر سر خود کشیده‌است.

## تفسیر
اگرچه این جمله اغلب به عنوان شوک سزار از دیدن بروتوس در میان خائنان تفسیر شده‌است، امروزه بحث‌هایی بر این شرح سرگرفته که اگر این جمله از سزار باشد ممکن است به معنی نفرین یا تهدید باشد. یک تئوری می‌گوید که سزار جمله‌ای یونانی را که از مدت‌ها پیش در میان رومیان مثل شده‌بود تغییر داده‌است. ضرب‌المثل کامل چنین است: "تو هم، ای فرزند، طعم قدرت را خواهی چشید." که تنها سزار قسمت اول آن را آورده تا مرگ بروتوس را پیش‌بینی کرده‌باشد. همچنین سخن سزار به عنوان "بعدش نوبت توست." و "به سمت جهنم به همراه تو، رفیق" نیز تفسیر شده‌است. خانواده‌های اشرافزاده رومی در آن دوران (و از جمله خاندان سزار) از زبان یونانی (و نه لاتین) به عنوان زبان مادری خود استفاده می‌کرده‌اند. بنابراین احتمال دارد که سزار در هنگام مواجه شدن با مرگ به زبان مادری خود یعنی یونانی روی آورده باشد. اما این حقیقت که سزار از واژه محاوره‌ای معاصر "τέκνον" به جای "παῖ" (واژه‌ای که در دوران سزار به هنگام سخن گفتن به زبان یونانی استفاده می‌شده است.) استفاده کرده همچنان باعث درگرفتن بیشتر بحث‌ها شده‌است.